# العلوم السريرية (مجلة)
العلوم السريرية (بالإنجليزية: Clinical Science)‏ هي مجلة طبية محكمة تغطي جميع مجالات البحث السريري، مع التركيز على البحوث والطب المترجمين، وتنشر المجلة حاليًا كل أسبوعين بواسطة مطبعة بورتلاند نيابة عن جمعية الكيمياء الحيوية.

## تاريخ المجلة
تأسست المجلة في عام 1909 من قبل توماس لويس وجيمس ماكنزي تحت عنوان القلب: مجلة لدراسة الدورة الدموية. وكان لويس أول رئيس تحرير للمجلة. في عام 1933، أعاد لويس تسمية مجلة العلوم السريرية (ISSN 0009-9287؛ 1933–1973)، واتسعت اهتماماته. إذ تغير عنوانها لفترة وجيزة إلى العلوم السريرية والطب الجزيئي (ISSN 0301-0538 ؛ 1973-1978)، ثم يعود الاسم العلوم السريرية مرة أخرى في عام 1979.
نشرت المجلة من قبل جمعية الأبحاث الطبية (التي أسسها لويس في عام 1930) من عام 1945 حتى عام 1961، ثم بالاشتراك مع جمعية الأبحاث الطبية وجمعية الكيمياء الحيوية حتى عام 2003، عندما أصبحت هذه الجمعية هي الناشر الوحيد. وقد نشرت سابقًا بواسطة وايلي بلاكويل [الإنجليزية].

## مجلة حديثة
تنشر مجلة العلوم السريرية شهريًا في صيغةمطبوعة، في مجلدين؛ منذ عام 2007، وظهرت في 24 إصدارًا عبر الإنترنت سنويًا، ومنذ من 1998، محتوى المجلة متاح على الإنترنت بصيغ صيغة المستندات المنقولة (PDF) و لغة توصيف النص الفائق (HTML)، مع أوراق بحثية متاحة أيضًا بتنسيق نص كامل محسن منذ 2005. تكون الأوراق متاحة مجانًا بعد 12 شهرًا من نشر نسخة السجل على الإنترنت. واعتبارًا من 2012, فإن رئيس تحرير المجلة هو ريان إم. تويز (جامعة غلاسكو).

## الاستخلاص والفهرسة
يتم تجريد العلوم السريرية وفهرستها بواسطة قاعدة حيوية [الإنجليزية] وبيوسس [الإنجليزية] والمركز الدولي للزراعة والعلوم البيولوجية [الإنجليزية] وخدمة المستخلصات الكيميائية والمحتويات الحالية وامباسي [الإنجليزية] و مدلاين / الفهرس الطبي [الإنجليزية] ومؤشر الاقتباس العلمي.
وفقًا لتقارير الاستشهاد بالمجلات الأكاديمية، فإن للمجلة عامل تأثير لعام 2017 قدره 5.220، مما يجعلها في المرتبة 17 من أصل 133 مجلة في فئة "الطب والبحوث والتجريبية".

## روابط خارجية
- الموقع الرسمي